# Raemaru Park
Raemaru Park – stadion piłkarski w Arorangi na Wyspach Cooka. Swoje mecze rozgrywa na nim drużyna piłkarska Arorangi FC oraz rugby club. Stadion może pomieścić 1000 widzów.